# 박지훈 (모델)
박지훈(1989년 4월 19일~2020년 5월 11일)은 대한민국의 잡지모델 출신의 배우이다. 모델로서 재능이 있었고 평소에도 패션에 대한 감각이 좋았다. 2017년에 tvN에서 방송된 드라마 《시카고 타자기》에서 출판사의 신입사원 전두역으로 출연하였다. "그는 귀여운 감초 역할을 톡톡히 해내며 얼굴을 알렸다." 그러나 2019년 2월에 위암 말기가 밝혀졌고, 결국 2020년 5월 11일에 위암으로 인해 사망하였다. 일산 푸른솔 추모공원에 안치되었다.

## 드라마
| 연도   | 방송사 | 제목          | 역할   | 참고   |
| ------ | ------ | ------------- | ------ | ------ |
| 2017년 | tvN    | 시카고 타자기 | 전두엽 | 16부작 |